# Питер Вецлар
Питер Вецлар (енгл. Peter Wetzlar; Хараре, 27. фебруар 1997) зимбабвеански је пливач чија ужа специјалност су спринетрске трке слободним и делфин стилом. Национални је рекордер у тркама на 50 и 100 слободно и 50 метара делфин стилом. 

## Спортска каријера
Дебитантски наступ на међународној пливачкој сцени је имао на Светском првенству у малим базенима у Дохи 2014. где није остварио неки запаженији резултат. Након Панафричких игара у Бразавилу 2015. одлази за Сједињене Државе на студије на Универзитету Кентакија захваљујући спортској стипендији. 
На међународну пливачку сцену се враћа две године касније представљајући своју земљу на Светском првенству у Будимпешти — 50. место на 50 слободно и 59. место на 100 слободно. 
Учествовао је и на светском првенству у корејском Квангџуу 2019. где је успео да исплива нове националне рекорде у тркама на 50 слободно (44) и 100 слободно (56. место). Месец дана касније пливао је и на Панафричким играма у Рабату где му је најбољи резултат било шесто место у финалу трке на 50 метара делфин стилом. 